# DDR-Oberliga 1963/64
In 1963/64 werd het vijftiende seizoen van de DDR-Oberliga gespeeld, de hoogste klasse van de DDR. BSG Chemie Leipzig werd kampioen. De competitie duurde van 10 augustus 1963 tot 10 mei 1964.
Hoewel er sinds 1954 met SC Lokomotive en Rotation twee voetbalafdelingen van sportclubs uit Leipzig in de Oberliga vertegenwoordigd waren behaalden zij niet de gewenste resultaten. De derde plaats was de beste notering voor de clubs. Lokomotive had ook wel een zege in de FDGB-Pokal behaald. Er werd besloten om de clubs te fuseren tot één sterk team SC Leipzig. De beste spelers van beide clubs gingen voor de nieuwe club spelen in de hoop om zo de titel binnen te rijven. De club ging in het stadion van Rotation spelen. De spelers die niet geselecteerd werden gingen voor BSG Chemie Leipzig spelen dat in 1954 zijn Oberligaplaats aan Lokomotive moest afstaan en deze nu terug in beslag nam.
Een andere wijziging betrof de oberligaclubs van de beide sportclubs uit Karl-Marx-Stadt. Na fusie van beide sportclubs werd het team van Motor in het nieuwe SC Karl-Marx-Stadt gezet. De voetbalafdeling van SC Wismut Karl-Marx-Stadt, die zijn thuishaven in Aue had werd niet opgenomen in de fusie en veranderde de naam terug in BSG Wismut Aue, zoals het ook al voor 1954 actief was.
Seizoen 1963/64 was het eerste seizoen zonder vertegenwoordigers uit de districten Cottbus en Dresden. In de plaats kwam met BSG Motor Steinach voor het eerst een club uit het district Suhl, het kleinste en minst bevolkte district van de DDR.

## Seizoensverloop
De titel van BSG Chemie Leipzig geldt als een van de grootste sensaties in het DDR-voetbal. Voor het seizoen kreeg de club de bijnaam ‘Rest van Leipzig’. Na de heenrnde waren het Empor Rostock en Vorwärts Berlin die aan de leiding stonden. Vorwärts had echter een bijzonder slechte terugronde en verspeelde alle titelkansen. Nadat Rostock punten liet liggen kon Chemie Leipzig op de laatste speeldag al bij een gelijkspel tegen Turbine Erfurt de titel gevierd kon worden t. Voor 30.000 toeschouwers won de club met 2:0 en haalde zo de eerste titel, sinds 1954, voor een BSG, en meteen ook de laatste.
De BSG’s deden het goed en voor het eerst sinds de oprichting van sportclubs in 1954 speelden er vijf BSG’s in de Oberliga en ze verzekerden zich allen van het behoud. De tweede grote verrassing van het seizoen was het team van BSG Motor uit het slechts 8000 inwoners tellende Steinach, dat bij zijn eerste deelname de zevende plaats behaalde.
Ontgoocheling was er bij de voormalige kampioenen uit Erfurt en Halle die naar de DDR-Liga degradeerden. Erfurt stond voor de laatste speeldag nog op de twaalfde plaats voor Motor Zwickau, maar degradeerde na een nederlaag tegen Leipzig en winst van Zwickau tegen Steinach. Hierdoor werd Zwickau gered en Zwickau bleef daarmee naast Wismut Aue en Chemie Leipzig de enige club uit de Oberliga die er vanaf het begin bij was en nooit degradeerde.
Er kwamen 1.910.000 toeschouwers naar de 182 Oberligawedstrijden, wat neerkomt op 10.495 per wedstrijd.

### Eindstand
|     | Club                       | Wed | W  | G  | V  | Saldo | Ptn |
| --- | -------------------------- | --- | -- | -- | -- | ----- | --- |
| 1.  | BSG Chemie Leipzig         | 26  | 13 | 9  | 4  | 38:21 | 35  |
| 2.  | SC Empor Rostock           | 26  | 13 | 7  | 6  | 40:23 | 33  |
| 3.  | SC Leipzig                 | 26  | 12 | 8  | 6  | 34:27 | 32  |
| 4.  | SC Karl-Marx-Stadt         | 26  | 10 | 9  | 7  | 31:29 | 29  |
| 5.  | ASK Vorwärts Berlin        | 26  | 10 | 6  | 10 | 45:36 | 26  |
| 6.  | SC Motor Jena (M)          | 26  | 10 | 6  | 10 | 43:35 | 26  |
| 7.  | BSG Motor Steinach (N)     | 26  | 8  | 9  | 9  | 30:36 | 25  |
| 8.  | SC Dynamo Berlin*          | 26  | 9  | 6  | 11 | 35:34 | 24  |
| 9.  | BSG Lokomotive Stendal (N) | 26  | 9  | 5  | 12 | 31:34 | 23  |
| 10. | BSG Wismut Aue             | 26  | 7  | 9  | 10 | 23:32 | 23  |
| 11. | SC Aufbau Magdeburg        | 26  | 7  | 9  | 10 | 25:38 | 23  |
| 12. | BSG Motor Zwickau* (P)     | 26  | 7  | 8  | 11 | 37:41 | 22  |
| 13. | SC Chemie Halle            | 26  | 8  | 6  | 12 | 24:35 | 22  |
| 14. | SC Turbine Erfurt          | 26  | 4  | 13 | 9  | 23:38 | 21  |

| (K) | Titelverdediger |
| (B) | Bekerwinnaar vorig seizoen |
| (N) | Gepromoveerd |
| *   | De wedstrijd Zwickau – Dynamo (oorspronkelijk 3:0) werd gewijzigd naar een 0:0 en een zege voor Dynamo, omdat Zwickau de niet speelgerechtigde Eberhard Franz inzette. |

## Statistieken

### Topschutters
Er vielen 459 goals wat neerkomt op 2,52 doelpunt per wedstrijd. De hoogste zeges waren 6:0 voor Motor Jena-Turbine Erfurt en Motor Zwickau-Aufbau Magdeburg. De wedstrijden met de meeste doelpunten waren Motor Steinach-Chemie Halle (6:2) en Turbine Erfurt-Vorwärts Berlin (4:4)
|   | Speler           | Club                   | Goals |
| - | ---------------- | ---------------------- | ----- |
| 1 | Gerd Backhaus    | BSG Lokomotive Stendal | 15    |
| 2 | Bernd Bauchspieß | BSG Chemie Leipzig     | 13    |
| 2 | Peter Ducke      | SC Motor Jena          | 13    |
| 2 | Rolf Steinmann   | SC Karl-Marx-Stadt     | 13    |

### Toeschouwers
| №      | Club                   | Totaal     | Duels | Gem    |
| ------ | ---------------------- | ---------- | ----- | ------ |
| 1      | BSG Chemie Leipzig     | 266.000    | 13    | 20.462 |
| 2      | SC Karl-Marx-Stadt     | 211.000    | 13    | 16.231 |
| 3      | SC Empor Rostock       | 191.000    | 13    | 14.692 |
| 4      | SC Turbine Erfurt      | 158.000    | 13    | 12.154 |
| 5      | SC Chemie Halle        | 142.000    | 13    | 10.923 |
| 6      | SC Leipzig             | 138.000    | 13    | 10.615 |
| 7      | SC Magdeburg           | 131.500    | 13    | 10.115 |
| 8      | BSG Motor Steinach     | 128.800    | 13    | 9.908  |
| 9      | SC Motor Jena          | 126.000    | 13    | 9.692  |
| 10     | BSG Motor Zwickau      | 118.000    | 13    | 9.077  |
| 11     | BSG Wismut Aue         | 109.000    | 13    | 8.385  |
| 12     | BSG Lokomotive Stendal | 85.000     | 13    | 6.538  |
| 13     | ASK Vorwärts Berlin    | 68.000     | 13    | 5.231  |
| 14     | SC Dynamo Berlin       | 46.000     | 13    | 3.538  |
| Totaal | Totaal                 | 71.918.300 | 182   | 10.540 |

## Voetballer van het jaar
Verdediger Klaus Urbanczyk van Chemie Halle werd verkozen tot voetballer van het jaar. Gerhard Körner van Vorwärts Berlin werd tweede en Jürgen Heinsch van Empor Rostock.

## Europese wedstrijden
Europacup I
| Ronde | Team #1            | Tot.  | Team #2        | 1ste wed | 2de wed |
| ----- | ------------------ | ----- | -------------- | -------- | ------- |
| Q     | BSG Chemie Leipzig | 2 - 6 | Vasas ETO Győr | 0 - 2    | 2 - 4   |

Europacup II
| Ronde | Team #1             | Tot.  | Team #2        | 1ste wed | 2de wed | 3de wed   |
| ----- | ------------------- | ----- | -------------- | -------- | ------- | --------- |
| 1R    | SC Aufbau Magdeburg | 2 - 2 | Galatasaray SK | 1 - 1    | 1 - 1   | 1 - 1 (k) |

Jaarbeursstedenbeker
| Ronde | Team #1          | Tot.  | Team #2    | 1ste wed | 2de wed |
| ----- | ---------------- | ----- | ---------- | -------- | ------- |
| 1R    | Wiener Sportclub | 3 - 1 | SC Leipzig | 2 - 1    | 1 - 0   |